# جیمز فولتون (کمک‌راننده)
جیمز فولتون (انگلیسی: James Fulton؛ زادهٔ ۹ مارس ۱۹۹۲) نقشه خوان مسابقات رالی قهرمانی جهان اهل کشور ایرلند است.